# Dòng thời gian của hôn nhân cùng giới
Dưới đây là dòng thời gian các sự kiện quan trọng liên quan đến hôn nhân cùng giới và sự công nhận hợp pháp của các cặp đồng tính trên toàn thế giới.

## Bảng tóm tắt thế kỉ 21
Bảng tóm tắt dưới đây liệt kê theo thứ tự thời gian các quốc gia có chủ quyền (các quốc gia thành viên Liên Hợp Quốc thêm Đài Loan) đã hợp pháp hóa hôn nhân cùng giới. Tính đến tháng 12 năm 2023, 35 quốc gia đã hợp pháp hóa.
Thời gian được ghi là khi hôn nhân giữa các cặp cùng giới bắt đầu được chứng nhận chính thức. Khi có sự khác nhau, thời gian đầu tiên là ngày hợp pháp hóa tại khu vực tài phán địa phương đầu tiên (tiểu bang, tỉnh hoặc quốc gia cấu thành) và ngày thứ hai là ngày hoàn thành cho tất cả các khu vực tài phán, không tính các lãnh thổ bên ngoài hoặc quyền tài phán của bộ lạc có bán-chủ quyền (trong trường hợp của Hoa Kỳ). Dấu gạch ngang cho biết hôn nhân cùng giới chưa hợp pháp ở tất cả các khu vực pháp lý. Đây là trường hợp của Vương quốc Hà Lan, nơi các quốc gia cấu thành Aruba, Curaçao và Sint Maarten chưa hợp pháp hóa.
| Quốc gia thành viên | Quyền tài phán đầu tiên | Quốc gia phán quyết hoặc quyền tài phán cuối cùng |
| ------------------- | ----------------------- | ------------------------------------------------- |
| Hà Lan              | 2001                    | —                                                 |
| Bỉ                  | 2003                    | 2003                                              |
| Canada              | 2003                    | 2005                                              |
| Hoa Kỳ *            | 2004                    | 2015                                              |
| Tây Ban Nha         | 2005                    | 2005                                              |
| Nam Phi             | 2006                    | 2006                                              |
| Na Uy               | 2009                    | 2009                                              |
| Thụy Điển           | 2009                    | 2009                                              |
| México              | 2010                    | 2022                                              |
| Bồ Đào Nha          | 2010                    | 2010                                              |
| Iceland             | 2010                    | 2010                                              |
| Argentina           | 2010                    | 2010                                              |
| Brasil              | 2012                    | 2013                                              |
| Đan Mạch            | 2012                    | 2017                                              |
| Pháp                | 2013                    | 2013                                              |
| Uruguay             | 2013                    | 2013                                              |
| New Zealand *       | 2013                    | 2013                                              |
| Anh Quốc *          | 2014                    | 2020                                              |
| Luxembourg          | 2015                    | 2015                                              |
| Ireland             | 2015                    | 2015                                              |
| Colombia            | 2016                    | 2016                                              |
| Phần Lan            | 2017                    | 2017                                              |
| Malta               | 2017                    | 2017                                              |
| Đức                 | 2017                    | 2017                                              |
| Úc                  | 2017                    | 2017                                              |
| Áo                  | 2019                    | 2019                                              |
| Đài Loan            | 2019                    | 2019                                              |
| Ecuador             | 2019                    | 2019                                              |
| Costa Rica          | 2020                    | 2020                                              |
| Chile               | 2022                    | 2022                                              |
| Thụy Sĩ             | 2022                    | 2022                                              |
| Slovenia            | 2022                    | 2022                                              |
| Cuba                | 2022                    | 2022                                              |
| Andorra             | 2023                    | 2023                                              |
| Nepal               | 2023                    | —                                                 |
| Estonia             | 2024                    | 2024                                              |
| Hy Lạp              | 2024                    | 2024                                              |

## Theo châu lục
Các quốc gia công nhận được liệt kê dưới đây theo thứ tự thời gian.

### Châu Âu
Châu Âu là lục địa có nhiều nước công nhận hôn nhân cùng giới sớm nhất (2001) và nhiều nhất. Các nước công nhận hôn nhân cùng giới là các nước Tây và Bắc Âu như Hà Lan (2001), Bỉ (2003), Tây Ban Nha (2005), Na Uy (2009), Thụy Điển (2009), Bồ Đào Nha (2010), Iceland (2010), Đan Mạch (2012), Pháp (2013), Vương Quốc Anh (2014), Luxemburg (2015), Ireland (2015), Phần Lan (2017), Malta (2017), Đức (2017),  Áo (2019), Thụy Sĩ (2022) và Slovenia (2022).
Hà Lan là nước đầu tiên mở rộng luật hôn nhân cho các cặp đồng tính, theo sự đề nghị của một ủy ban đặc biệt được Quốc hội chỉ định để xem xét vấn đề này từ năm 1995. Dự luật Hôn nhân cùng giới năm 2000 trình qua Quốc hội Hà Lan thảo luận, đã được Hạ viện thông qua với 103 phiếu thuận/33 phiếu chống.. Sau đó Dự luật được Thượng viện phê chuẩn với 49 phiếu thuận/26 phiếu chống. Toàn bộ 26 phiếu chống lại dự luật ở thượng viện là của các nghị sĩ Kitô giáo, chiếm 26/75 số ghế tại thời điểm đó. Luật hôn nhân cùng giới tại Hà Lan chính thức có hiệu lực từ ngày 04 tháng 1 năm 2001.

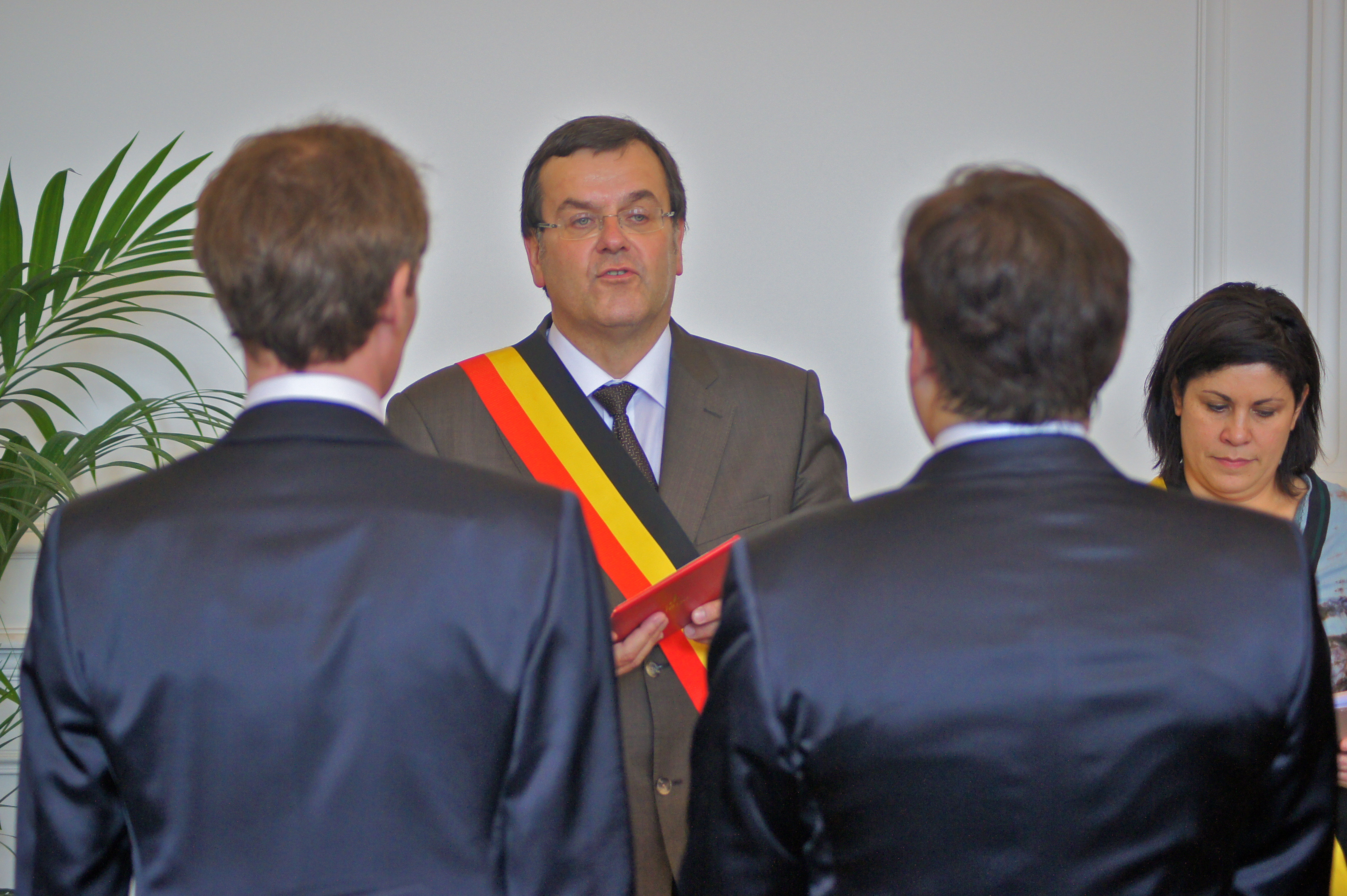
Thị trưởng thành phố Liège, Willy Demeyer, cử hành lễ hôn nhân của một cặp đồng tính.

Bỉ là nước thứ 2 trên thế giới chính thức công nhận hôn nhân cùng giới, có hiệu lực từ 1 tháng 6 năm 2003. Ban đầu, Bỉ chỉ cho phép đám cưới của các cặp đồng tính ngoại quốc, nếu quốc gia họ cũng chấp nhận kiểu hôn thú này. Tuy nhiên luật pháp có hiệu lực vào tháng 10 năm 2004, cho phép bất cứ cặp nào làm đám cưới, nếu một trong 2 người đã sống ở đó ít nhất 3 tháng. Năm 2006, các cặp vợ chồng cùng giới được phép nhận con nuôi.
Tây Ban Nha là nước thứ 3 trên thế giới đã hợp pháp hóa hôn nhân cùng giới, luật có hiệu lực kể từ ngày 3 tháng 7 năm 2005, được ủng hộ bởi đa số người dân.. Vào năm 2004, khi chính quyền của Đảng công nhân Xã hội chủ nghĩa mới được bầu, đã bắt đầu chiến dịch hợp pháp hóa hôn nhân cùng với quyền được nhận con nuôi của các cặp đồng tính. Sau nhiều cuộc tranh luận, luật cho phép hôn nhân đồng tính đã được quốc hội Tây Ban Nha thông qua ngày 30 tháng 6 năm 2005. Nhà vua Tây Ban Nha Juan Carlos, mặc dù có 30 ngày để quyết định sự chấp thuận của hoàng gia, đã gián tiếp cho thấy sự tán thành bằng cách ký tên vào ngày 1 tháng 7 năm 2005. Luật đã được công bố một ngày sau đó.
Na Uy trở thành quốc gia thứ 6 công nhận hôn nhân cùng giới. Luật hôn nhân cùng giới hợp pháp có hiệu lực tại Na Uy kể từ ngày 1 tháng 1 năm 2009, khi một Dự luật về "hôn nhân trung tính" được ban hành sau khi được thông qua bởi cơ quan lập pháp Na Uy vào tháng 6 năm 2008.
Vào tháng 1 năm 2015, chính phủ Ireland đã đưa một dự luật để cải tổ hiến pháp ra quốc hội để biểu quyết. Theo dự luật, câu sau sẽ được thêm vào hiến pháp: "Một cuộc hôn nhân giữa hai người, không phân biệt giới tính, có thể được thực hiện theo quy định của luật pháp." Sau khi hạ viện đã đồng ý vào ngày 11 tháng 3 năm 2015, thượng viện đã thông qua vào ngày 27 tháng 3 năm 2015 với tỉ lệ ủng hộ áp đảo là 29/3. Những cải tổ hiến pháp ngoài sự chấp thuận của quốc hội còn phải được sự đồng ý của người dân. Cuộc trưng cầu dân ý đã được tổ chức tại Ireland vào ngày 22 tháng 5 năm 2015, với 62,1% số phiếu đồng ý việc tổ hiến pháp công nhận hôn nhân cùng giới. Bằng việc sửa đổi hiến pháp, Ireland trở thành nước đầu tiên chấp thuận hôn nhân cùng giới qua một cuộc trưng cầu dân ý.
Ngày 29 tháng 10 năm 2015, Luật hôn nhân cùng giới chính thức có hiệu lực ở Ireland. Ireland cũng là nước có truyền thống Công giáo đầu tiên (với tỷ lệ gần 90% dân số theo đạo Thiên Chúa) thông qua luật về hôn nhân cùng giới bằng hình thức trưng cầu dân ý.
Luật mới về hôn nhân thay thế cho hình thức quan hệ đối tác đăng ký áp dụng cho các cặp vợ chồng đồng tính đã tồn tại từ năm 1993. Luật mới trao cho các cặp vợ chồng đồng tính có đầy đủ các quyền như người dị tính, bao gồm cả quyền tổ chức tiệc cưới tại nhà thờ, quyền nhận con nuôi và hỗ trợ mang thai. Ngoài ra, luật mới cũng sửa đổi lại định nghĩa của hôn nhân dân sự để nó mang tính "trung lập". Các cặp vợ chồng trong quan hệ đối tác đăng ký có thể giữ lại tình trạng đó hoặc chuyển đổi sang hình thức hôn nhân.

### Châu Mỹ
Hiện tại các nước tại châu Mỹ công nhận hôn nhân cùng giới là Canada (2005), Argentina (2010), Brasil (2013), Uruguay (2013), Hoa Kỳ (2015), Costa Rica (2020), Chile (2022), Cuba (2022) và hầu hết các bang tại Mexico.
Ngày 20 tháng 7 năm 2005, Canada trở thành nước thứ 4 trên thế giới, và là nước đầu tiên ngoài Âu Châu, hợp thức hóa toàn quốc. Các quyết định của tòa án, bắt đầu từ năm 2003, đã hợp thức hóa hôn nhân cùng giới trong 8 của 10 vùng, mà số dân tổng cộng là 90% dân số Canada. Trước khi đạo luật được ra đời, đã có hơn 3.000 cặp đồng tính đã làm hôn thú trong những khu vực này. Những quyền lợi về pháp lý mà có liên quan tới hôn nhân đã được mở rộng ra cho những cặp đồng tính sống chung với nhau từ năm 1999.

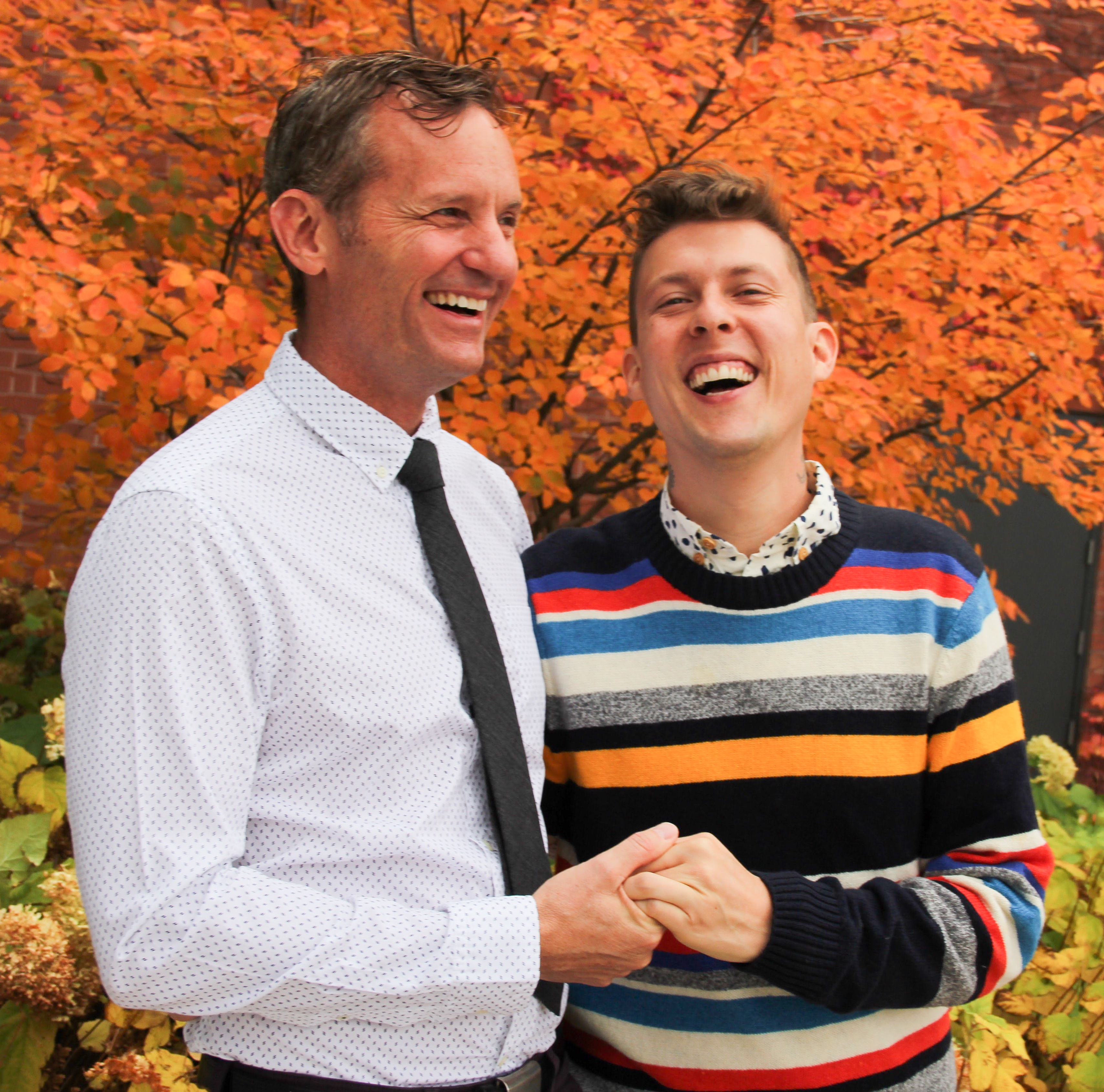
Một cặp mới cưới ở Minnesota ngay sau hợp pháp hóa hôn nhân đồng giới ở Hoa Kỳ

Ngày 15 tháng 7 năm 2010, thượng viện Argentina đã chấp thuận dự luật mở rộng quyền hôn nhân cho các cặp đồng tính, mà được ủng hộ bởi chính quyền của nữ tổng thống Cristina Fernández de Kirchner, tuy nhiên bị chống đối bởi nhà thờ Công giáo. Luật mới có hiệu lực từ ngày 22.7.2010. Các cuộc trưng cầu dân ý cho thấy 70% người Argentina ủng hộ cho các cặp đồng tính cùng quyền hôn nhân như các cặp khác giới tính. Argentina là nước đầu tiên ở Châu Mỹ Latin, nước thứ hai ở Châu Mỹ sau Canada, và nước thứ 10 trên thế giới chấp nhận hôn nhân cùng giới.,
Ngày 26 tháng 6 năm 2015, Hoa Kỳ trở thành quốc gia thứ 21 trên thế giới hợp pháp hóa hôn nhân cùng giới sau phán quyết của Tối cao Pháp viện tuyên bố hôn nhân đồng tính được công nhận ở tất cả 50 bang trên toàn lãnh thổ Hoa Kỳ. Trước đó, hôn nhân cùng giới đã được công nhận ở một số bang của Mỹ nhưng chưa áp dụng trên toàn quốc

### Châu Phi
Công nhận chính thức hôn nhân cùng giới ở Nam Phi là do kết quả của quyết định tòa án hiến pháp vào ngày 1 tháng 12 năm 2005, theo đó luật hôn nhân hiện tại đã vi phạm chương 9 về quyền bình đẳng trong hiến pháp, bởi vì nó phân biệt căn bản về định hướng tình dục. Tòa án đã cho quốc hội một năm để chỉnh sửa sự bất công. Luật mới đã được quốc hội thông qua vào ngày 14 tháng 12 năm 2006, với số phiếu thuận là 230 so với 41. Nó bắt đầu có hiệu luật vào ngày 30 tháng 11 năm 2006. Nam Phi là nước thứ 5, cũng là nước đầu tiên ở châu Phi hợp pháp hóa hôn nhân cùng giới.

### Châu Á
Năm 2019, Đài Loan trở thành quốc gia/vùng lãnh thổ đầu tiên ở châu Á công nhận hôn nhân cùng giới.